# Tlichrocytheridea
Tlichrocytheridea is een geslacht van uitgestorven kreeftachtigen uit de klasse van de Ostracoda (mosselkreeftjes).

## Soorten
- Tlichrocytheridea decumana (Triebel, 1938) Gruendel, 1978 †
- Tlichrocytheridea heslertonensis (Kaye, 1963) Gruendel, 1978 †